# 比塞爾 (伊利諾伊州)
比塞爾（英語：Bissell）是位於美國伊利諾伊州桑加蒙縣的一個非建制地區。該地的面積和人口皆未知。

## 地理
比塞爾的座標為39°50′46″N 89°34′54″W / 39.84611°N 89.58167°W，而該地的平均海拔高度為177米（即581英尺）。